# Bárbara Yakovleva
Varvara Alexeyevna Yakovleva (em russo:  Варвара Алексеевна Яковлева; Tver, c. 1880 – Alapayevsk, 18 de julho de 1918), conhecida também como Irmã Bárbara (em russo:  Инокиня Варвара), foi uma freira ortodoxa russa pertencente ao convento fundado pela grã-duquesa Isabel Feodorovna. 
Ela foi morta pelos bolcheviques junto com a grã-duquesa, os príncipes Ioann Konstantinovich, Konstantin Konstantinovich, Igor Konstantinovich e Vladimir Pavlovich Paley, o grão-duque Sergei Mikhailovich e seu secretário Fyodor Semyonovich Remez.
Mais tarde, ela foi glorificada como mártir tanto pela Igreja Ortodoxa Russa no Exterior quanto pela Igreja Ortodoxa Russa.

## Vida
Pouco é conhecido sobre sua vida antes de entrar no Convento das Santas Marta e Maria. De acordo com evidências documentais, ela veio de Tver. Ela chegou ao Convento de Ialta em 20 de agosto de 1910. Em 1911, ela tinha 31 anos, o que supõe que teria nascido por volta de 1880.
Bárbara era de pequena estatura e profundamente piedosa. Teria servido como criada da grã-duquesa Isabel Feodorovna antes de se tornar religiosa. Seu apelido era "Varya". A grã-duquesa e outras mulheres também fizeram votos naquela data. Como irmãs do convento da Grã-Duquesa Isabel, as mulheres eram bem conhecidas em Moscou por realizar atos de caridade. Elas levavam comida para as casas dos pobres, montaram um lar para mulheres que sofriam de tuberculose, estabeleceram um hospital para cuidar dos doentes, bem como estabeleceram lares para deficientes físicos, mulheres grávidas e idosos. Elas também estabeleceram um orfanato. Seus esforços de caridade mais tarde se espalharam para outras cidades da Rússia.

## Exílio e morte

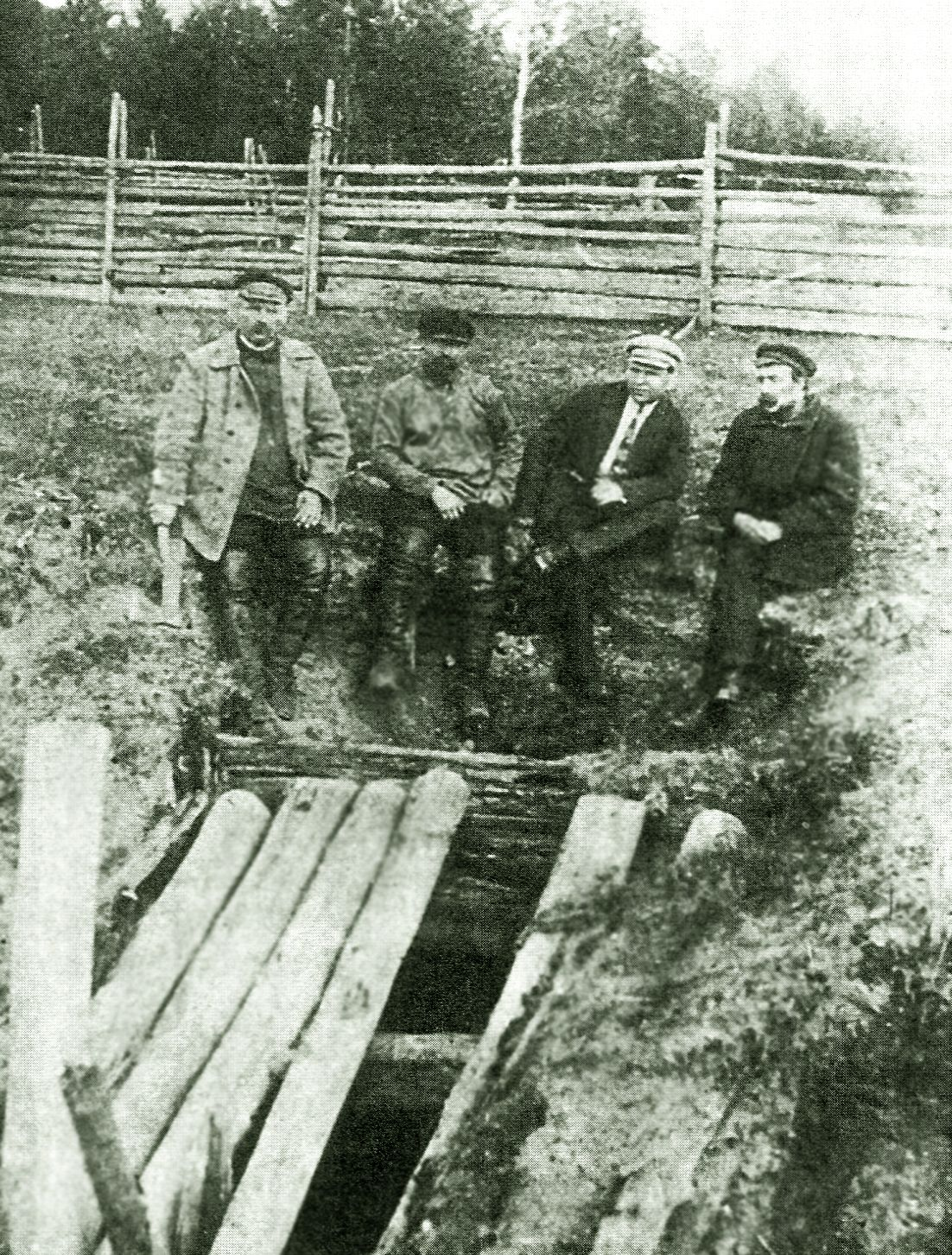
Poço de mina onde Irmã Bárbara e outros companheiros foram mortos

Bárbara Yakovleva acompanhou voluntariamente a grã-duquesa Isabel quando ela foi presa após a Revolução Russa de 1917 e enviada para o exílio. O grupo foi confinado em Yekaterinburg e mais tarde em Alapayevsk. Na tarde de 18 de julho de 1918, eles foram levados para a floresta fora de Alapayevsk sob a mira de uma arma, golpeados na parte de trás da cabeça e jogados um por um em um poço de mina na floresta. Todos, exceto o grão-duque Sergei Mikhailovich, que havia levado um tiro na cabeça, sobreviveram à queda. Eles podiam ser ouvidos cantando hinos do fundo do poço. Um por um, eles perderam a consciência e morreram.

## Veneração

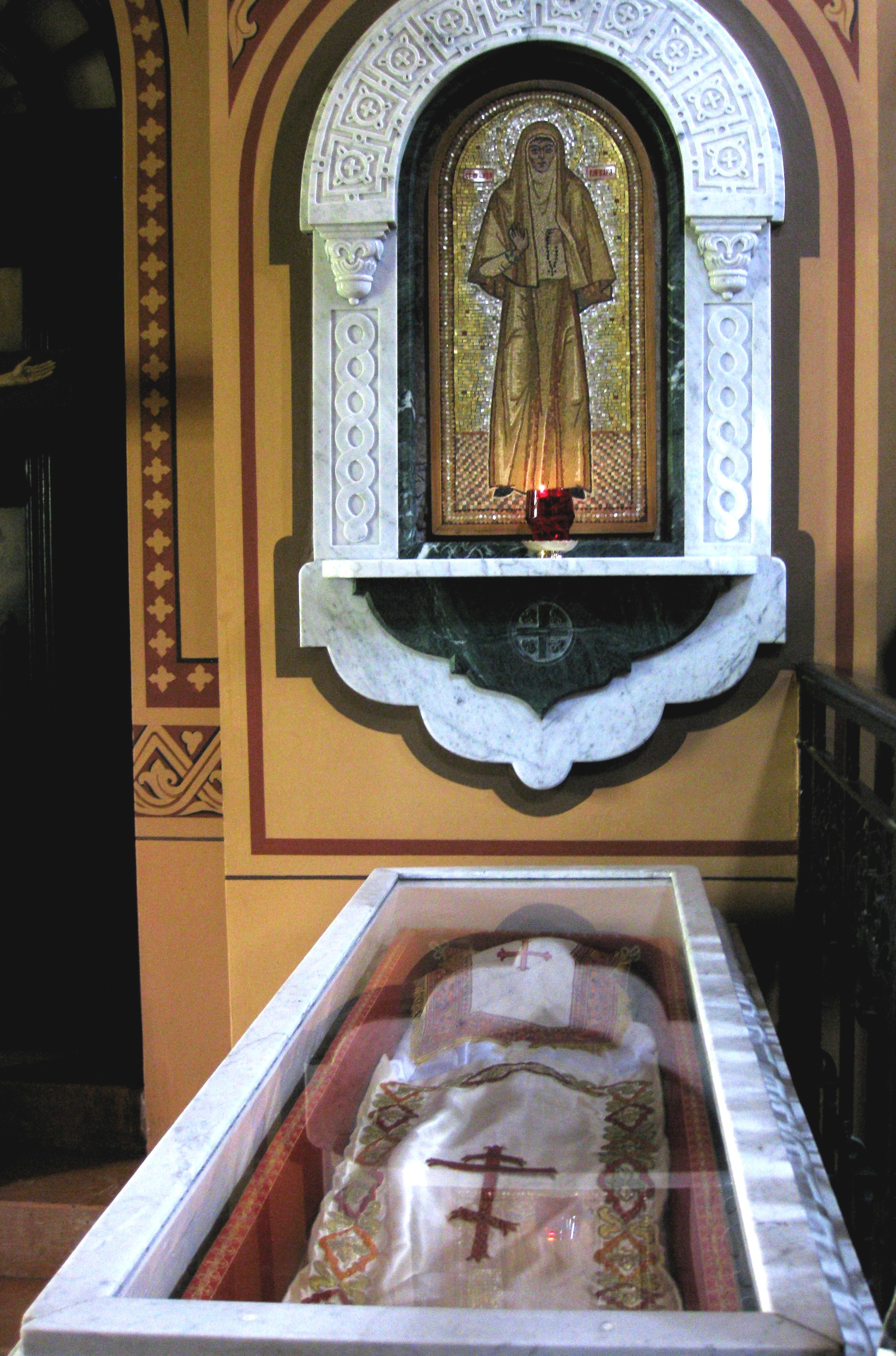
Túmulo de Santa Bárbara Yakovleva na Igreja de Santa Maria Madalena, em Jerusalém

Em 1920, os corpos da da Grã-Duquesa Isabel Feodorovna e de sua companheira Bárbara Yakovleva foram levados para Jerusalém e sepultados na cripta da igreja de Santa Maria Madalena.
Em 1981, Bárbara foi glorificada como neomártir pela Igreja Ortodoxa Russa no Exterior, e em 1992 pela Igreja Ortodoxa Russa. Em maio de 1982, os corpos parcialmente incorruptos de Bárbara e Isabel Feodorovna foram movidos para serem venerados na parte superior do templo.